# Awaji
Awaji (淡路市 Awaji-shi?) este un municipiu din Japonia, prefectura Hyōgo.